# Modocká tabule
Modocká tabule (anglicky Modoc Plateau) je rozsáhlá lávová tabule na severovýchodě Kalifornie, částečně zasahuje i do Oregonu a Nevady, ve Spojených státech amerických. Modocká tabule leží mezi Kaskádovým pohořím na západě a pohořím Warner Mountains na východě. Tvoří ji lávové příkrovy rozčleněné na řadu menších ker. Tabule vznikla pravděpodobně před 25 milióny lety. Nadmořská výška oblasti je okolo 1 370 m. Většina plošiny je zalesněna (nachází se zde Modoc National Forest), místy se vyskytují sezónní jezera. Rostou zde borovice těžké, jalovce nebo místní jírovec kalifornský. Z fauny zde žijí například jelenec ušatý, vidloroh americký, jelen wapiti a také několik stád divokých koní.